# Olive Hill (Kentucky)
Pour les articles homonymes, voir Olive Hill.
Olive Hill est une ville américaine située dans le comté de Carter, dans le Kentucky. Selon le recensement de 2020, sa population est de 1 580 habitants.